# Calcium-Acetat-Lactat-Auszug
Der Calcium-Acetat-Lactat-Auszug (kurz CAL-Auszug) ist ein Verfahren zur Extraktion von pflanzenverfügbarem Phosphor und Kalium aus Bodenproben. Im Extrakt kann dann die Konzentration dieser Pflanzennährstoffe bestimmt werden.
Das Verfahren wurde 1969 von H. Schüller vorgestellt. Die Methode ist anwendbar für Böden mit natürlichen Carbonatgehalten bis zu 15 % sowie gärtnerische Substrate.
Als Extraktionsmittel wird eine auf pH 3,7 bis 4,1 gepufferte Lösung aus Calciumlactat, Calciumacetat, Essigsäure und Wasser benutzt. Die Böden werden als Vorbereitung luftgetrocknet und gesiebt. Danach werden sie mit dem Extraktionsmittel versetzt und 90 Minuten maschinell geschüttelt. Dann wird die Lösung abfiltriert und im Filtrat werden Phosphor und Kalium gemessen. Ein geeignetes Messverfahren ist die Photometrie, für Phosphor spektralphotometrische Messung des tiefblauen Antimon-Phosphormolybdat-Komplex und für Kalium mittels Atomabsorptionsspektroskopie (kurz AAS) oder Atomemissionsspektroskopie (kurz AES).
Die Ergebnisse dienen zusammen mit den Faktoren Bodenart und Bewirtschaftungsziel (Getreideanbau, Gemüse, Grünland usw.) einer dem Standort angepassten Düngeempfehlung.